# Cayo Asinio Cuadrato
Cayo Asinio Cuadrato (en latín: Gaius Asinius Quadratus, griego antiguo: Κοδράτος; fl. 248 d. C.) fue un senador e historiador romano en lengua griega del siglo III, que escribió una historia de Roma en quince libros, llamada Chilieteris (en griego antiguo: Χιλιετηρίς, El Milenio), que, según la enciclopedia medieval bizantina Suda, cubría el período desde la fundación de Roma hasta el gobierno de Alejandro Severo.
También escribió una historia de Partia, Parthika (en griego antiguo: Παρθικὰ o Παρθυηνικά) en nueve libros, presumiblemente una narración de las campañas partas del siglo anterior. Algunos eruditos le atribuyen una historia de Germania, Germanika, basándose en un extracto conservado por Agatías, aunque esto es objeto de debate.

## Biografía
Asinius es el nomen de la gens Asinia de la antigua Roma. Era hijo de Cayo Julio Asinio Cuadrato, quien era hermano de Cayo Asinio Rufo (nacido c. 160). Estos hermanos eran hijos de Cayo Asinio Nicómaco (nacido c. 135) y su esposa y prima Julia Cuadrilla (nacida c. 145) (o quizás Asinia Marcelina, descendiente de la familia de Cayo Asinio Polión), y nietos de Cayo Asinio Rufo (c. 110 - después de 136), un notable en Lidia en 134 y 135 que se convirtió en senador romano en 136, y su esposa Julia.[cita requerida]
Se ha sugerido que Cuadrato es idéntico a un cónsul romano del período Severano, Cayo Asinio Protimus Quadratus.

## Obra
Escribió al menos dos obras históricas. Estos, como la mayoría de los escritos historiográficos de la época de la crisis imperial del siglo III, están casi completamente perdidos. Sólo han sobrevivido unos pocos fragmentos breves como citas de autores posteriores.
Su obra principal fue aparentemente una historia de Roma, El Milenio (Chilieteris), escrita en quince libros, con la que celebraba los mil años de la fundación de la ciudad de Roma y que quizá se extendió hasta el año 248. La obra probablemente pretendía competir con el extenso trabajo histórico de Dion Casio, contemporáneo suyo. Los fragmentos supervivientes sólo permiten hacer algunas afirmaciones concretas, pero el trabajo histórico parece haberse centrado en la historia de la República y haber descrito el periodo imperial sólo de forma comprimida. 
Además, escribió un tratado sobre las guerras de Roma contra los Partos en nueve libros (Parthika). Es posible que haya sido elaborado bajo el reinado de Gordiano III. La recién estallada guerra contra el Imperio sasánida inspiró su escritura, pero todavía hay mucho que no está claro. Los fragmentos (sobre Parthika, información muy breve transmitida sobre todo por Esteban de Bizancio) no permiten una visión detallada, por lo que el período y el contenido cubiertos son bastante especulativos. 
Algunos investigadores suponen que  escribió un tercer texto (Germanika), que describía las batallas romano-germánicas (en el siglo II/III) y que fue interpretado etnográficamente (como el Parthika). Esto se deduce a veces de un fragmento conservado por Agatías. No se puede descartar por completo una obra de este tipo, pero la declaración de Agathias también puede referirse a un pasaje de su obra El Milenio y no necesariamente a un escrito separado.
Los «mil años» del título de su obra han sido explicados de diversas maneras. Felix Jacoby sostiene que Cuadrato fechó inusualmente la fundación de Roma en la primera Olimpiada en 776. Giuseppe Zecchini, sin embargo, afirma que utilizó la datación tradicional de la fundación de Roma y pretendía que la obra se extendiera hasta 248, cuando Filipo el Árabe celebró el primer milenio, pero que murió antes de su finalización. De su obra se conservan treinta fragmentos que fueron publicados por Jacoby en Fragmente der griechischen Historiker La mayoría de estos derivan del diccionario de Esteban de Bizancio.

### Epigrama de la Antología Palatina
Un epigrama aislado de la Antología Palatina se atribuye a un Asinius Quadratus. La edición de Planudes lo da como de atribución incierta, mientras que el manuscrito palatino indica «un Asinius Quadratus que vivió en tiempos de Sila». El contenido del epigrama, que hace referencia a la muerte de antiguos enemigos de Roma que lucharon valientemente antes de caer víctimas de la traición, no permite decidir con precisión a qué acontecimientos históricos se refiere. La entrada de este autor en el diccionario del lexicógrafo británico William Smith, sugiere que el epigrama puede referirse a eventos mucho posteriores en la historia romana y que el autor puede ser Asinius Quadratus, el historiador.

## Recepción
Sus obras parecen haber sido bastante populares en el período siguiente, ya que es mencionado en la Historia Augusta (alrededor del año 400), por Zósimo, Agatías y Evagrio Escolástico. Probablemente Zósimo recibió el material para el pasaje en cuestión de Olimpiodoro de Tebas, mientras que Evagrio probablemente tenía al menos algún conocimiento del autor a través de Eustacio de Epifanía.

## Ediciones de textos y traducciones
- Fragmentos de los historiadores griegos n.º 97 y Nuevo Jacoby de Brill n.º 97 (con traducción al inglés, comentario y reseña biográfica de Michael Meckler).
- Fragmentos de los historiadores romanos n.º 102 (con traducción al inglés y comentarios).
- Bruno Bleckmann , Jonathan Groß : Historiadores de la crisis imperial del siglo III I (Pequeños y fragmentarios historiadores de la Antigüedad tardía). Paderborn 2016, ISBN 978-3-506-78490-2 , págs. 3–65.

## Lectura adicional
- Bleckmann, Bruno; Groß, Jonathan (2016). Historiker der Reichskrise des 3. Jahrhunderts. Kleine und fragmentarische Historiker der Spätantike. A1. Paderborn: Schöningh. pp. 3-65. ISBN 978-3-506-78490-2.
- Hartwin Brandt, "Die Historia Augusta, Philostrat und Asinius Quadratus", Zeitschrift für Papyrologie und Epigraphik, 104 (1994), pp. 78–80.
- E. Manni, Asinio Quadrato e l'arcaismo erodoteo nel III secolo d.C., in: L. Ferrero, ed, Studi di storiografia antica in memoria di Leonardo Ferrero (Torino, 1971), 191–201.